# Glechoma hederacea
Glechoma hederacea, comummente conhecida como hera-terrestre, é uma espécie de planta com flor pertencente à família das Labiadas e ao tipo fisionómico dos terófitos.
A autoridade científica da espécie é L., tendo sido publicada em Species Plantarum 2: 578. 1753.

## Nomes comuns
Além de «hera-terrestre», esta espécie dá ainda pelos seguintes nomes comuns: erva-de-são-joão (não confundir com as espécies Hypericum perforatum e Artemisia vulgaris que também são conhecidas por este nome comum), malvela e sanguina.

### Etimologia
Do que toca ao nome científico:
- O nome genérico, Glechoma, provém do neolatim[5] e trata-se de uma derivação do étimo grego clássico glēchōn[6], que significa «poejo».
- O epíteto específico, hederacea, provém do latim clássico e é uma declinação do adjectivo hĕdĕrācĕus, que significa «como a hera; semelhante a hera».[7]

## Distribuição
Marca presença em quase toda a Europa, incluindo o Cáucaso. Encontra-se ainda no próximo Oriente e Ásia Central, incluindo em parte da China. Está naturalizada na América do Norte.

### Portugal
Trata-se de uma espécie presente no território português, nomeadamente em Portugal Continental, de onde é nativa, e no Arquipélago dos Açores, onde foi introduzida.
Mais concretamente, em Portugal Continental, encontra-se mais amiúde nas zonas do Noroeste ocidental, no Nordeste Leonês e na Terra Quente transmontana.

### Ecologia
Privilegia os matagais, especialmente nas zonas úmbrias, sob o coberto de bosques caducifólios.
No que toca às preferências em relação às características do solo, é uma indiferente edáfica, sendo certo que prefere sempre estar em sítios húmidos e sombrios. Medra a alturas não superiores a 1.600 metros acima do nível do mar. 

## Protecção
Não se encontra protegida por legislação portuguesa ou da Comunidade Europeia.

## Descrição
A hera-terrestre, trata-se de uma planta herbácea, perene e rasteira.
No que toca ao caule, é comprido e avermelhado junto à base, mostrando-se também radicante e piloso.  Do caule brotam rebentos estéreis e igualmente prostrados. Espaçadamente, no caule, vão-se erguendo ramos curtos, providos de pares de folhas arredondadas e crenadas em cujas axilas desabrocham, a partir de Março, graciosas flores cor de violeta.
Destarte, do que concerne às folhas, vale explicar que são de coloração esverdeada, textura mole e formato crenado, cordiforme e arredondado.
As flores surgem de Março a Maio, são de coloração entre o azulado e o violeta, exornadas com manchas de cor de púrpura ou, por vezes, de cor-de-rosa. Quanto ao posicionamento, as flores da hera-terrestre são unilaterais, contando-se com entre 2 e 4 na axila das folhas superiores. O cálice das flores conta com 5 dentes e é de formato tubuloso, ao passo que a corola conta com 2 lábios, sendo o superior chanfrado e o inferior trilobado. As flores têm 4 estames: 2 maiores e 2 mais diminutos. As anteras têm lóculos em ângulo recto.
Quanto ao fruto, consistem tetraquénios, compostos por aquénios ovóides, lisos e castanhos.

## Uso Medicinal
Às heras-terrestres são reputadas propriedades medicinais, enquanto ingrediente diurético, peitoral, tónico e vulnerário.  Da planta podem retirar-se os seguintes componentes: princípio amargo, óleo essencial, tanino, glúcidos, potássio e resina.
As partes mais utilizadas da hera-terrestre costumam ser as folhas, ainda no princípio da floração.

### História
Esta espécie é conhecida desde a Alta Idade Média como planta medicinal, tendo sido muito apreciada por Santa Hildegarda, no século XII, graças às suas propriedades, ainda hoje reconhecidas, na confecção de preparados béquicos e vulnerários.

No século XVI, era utilizada para tratar feridas internas e externas e mesmo na confecção de emplastros para combater a loucura. Chegou a ser usada, cozida em leite, para fazer mezinhas para tratar das afecções dos brônquios.